# 1492年教宗選舉秘密會議
1492年教宗選舉秘密會議於教宗諾森八世1492年7月25日離世後舉行。這是首次在西斯汀小堂舉行的教宗選舉秘密會議。
樞機團在第4輪投票裡一致選出勞得力·迪·波吉亞樞機為教宗亞歷山大六世。波吉亞樞機在這場選舉裡被指賄賂其他樞機而令他們投票支持他出任教宗，他亦承諾會在當選教宗後他們委任到不同的崗位就職和向他們贈予實體禮物（這種行為稱為買賣聖職）。這場選舉亦因如此變得臭名遠播。就着這些行為，教宗儒略二世後來於1503年訂出禁止買賣聖職的規定。

## 諾森八世離世
1492年7月16日，佛羅倫斯駐羅馬大使指教宗諾森八世病重。樞機們亦認為教宗即將離世。諾森八世其後於7月25日晚上病逝。

## 樞機選舉人
參與這次選舉秘密會議共有23位樞機，其中14位由教宗思道四世冊封。在儒利安·德拉·羅韋雷帶領下，思道六世冊封的樞機（又稱為「思道的樞機」）主導了1484年的選舉秘密會議。他們在這次選舉裡將同屬「思道的樞機」的若翰·西博選為教宗諾森八世。
樞機團的組成自1431年開始徹底改變，姪子樞機（3人增至10人）、代王樞機（2人升至8人）和羅馬貴族家庭代表（2人升至4人）的數量增加。除了3位羅馬教廷官員和一位司鐸外，其他樞機只是「思想世俗和對拉丁禮教會或其成員靈修生活均漠不關心的親王」。
諾森八世任內冊封瑪竇·吉拉底和費德廉·迪·聖賽維里諾為樞機，但是他直到離世亦沒有公布這兩個任命（即「默存心中」）。因此吉拉底和聖賽維里諾均不符合參與選舉秘密會議的資格。不過樞機團在宗座出缺期間公布兩人的擢升，而若翰·奧爾西尼和阿斯卡尼奧·斯福爾扎分別逼迫吉拉底和聖賽維里諾到樞機團面前接受該任命。諾森八世秘密冊封吉拉底為樞機的時候有可能同時讓他領銜聖聶勒和聖亞基略堂區司鐸，斯福爾扎則領銜殘舊的聖戴多祿堂執事，令新教宗同意讓斯福爾扎繼續領銜該堂執事。
根據費拉拉公爵埃爾科萊一世·埃斯特大使若望·安德肋·薄伽丘（Giovanni Andrea Boccaccio）的說法，達·科斯塔、迪·坎普法哥索、彌額爾、皮科洛米尼、道明·德拉·羅韋雷、薩維利和申諾7位樞機認為自己是「潛在教宗」。由於羅馬市民傳統上會在新教宗當選後劫掠他的住處，他們為防自己的官邸被搶劫而拆除裡面的家具。

### 出席的樞機選舉人
這次共有23位樞機參與選舉秘密會議，當中包括6名主教級樞機、9名司鐸級樞機和8名執事級樞機。以下是他們的個人資料：
| 姓名                    | 所屬國家/地區 | 級別       | 於羅馬的領銜職務                        | 冊封樞機日期                                              | 冊封者   | 備註 |
| ----------------------- | ------------- | ---------- | --------------------------------------- | --------------------------------------------------------- | -------- | --- |
| 勞得力·迪·波吉亞        | 華倫西亞王國  | 主教級樞機 | 波多-聖魯菲納 羅馬城郊教區主教          | 1456年2月20日（默存心中） 1456年9月17日（正式公布）       | 嘉禮三世 | 在這次選舉裡當選為亞歷山大六世、樞機團團長、羅馬天主教會副秘書長、華倫西亞教區署理、嘉禮三世的姪子樞機、波吉亞家族的一份子 |
| 奧利維耶羅·卡拉法       | 拿坡里        | 主教級樞機 | 薩比娜 羅馬城郊教區主教                 | 1467年9月18日                                             | 保祿二世 | 樞機團副團長、 拿坡里國王斐迪南一世的代王樞機                                                                              |
| 若翰·申諾               | 威尼斯        | 主教級樞機 | 弗拉斯卡蒂 羅馬城郊教區主教             | 1468年11月21日                                            | 保祿二世 | 保祿二世的姪子樞機 |
| 若望·彌額爾             | 威尼斯        | 主教級樞機 | 帕萊斯特里納 羅馬城郊教區主教           | 1468年11月21日                                            | 保祿二世 | 保祿二世的姪子樞機 |
| 儒利安·德拉·羅韋雷      | 薩沃納        | 主教級樞機 | 奧斯蒂亞及韋萊特里 羅馬城郊教區主教     | 1471年12月16日（正式公布） 1471年12月22日（領樞機四角帽） | 思道四世 | 未來的教宗儒略二世、 思道四世的姪子樞機、阿維尼翁總教區總主教、博洛尼亞教區主教                                            |
| 喬治·達·科斯塔          | 葡萄牙        | 主教級樞機 | 阿爾巴諾 羅馬城郊教區主教               | 1476年12月18日                                            | 思道四世 | 里斯本總教區總主教、 葡萄牙國王阿方索五世的代王樞機                                                                        |
| 葉理諾·巴索·德拉·羅韋雷 | 薩沃納        | 司鐸級樞機 | 聖基所恭堂區司鐸                        | 1477年12月10日（默存心中） 1477年12月12日（正式公布）     | 思道四世 | 思道四世的姪子樞機、 雷卡納蒂教區主教                                                                                      |
| 道明·德拉·羅韋雷        | 皮埃蒙特      | 司鐸級樞機 | 拉特朗聖克勉堂區司鐸                    | 1478年2月10日                                             | 思道四世 | 思道四世的姪子樞機、 都靈教區主教                                                                                          |
| 保祿·迪·坎普法哥索      | 熱那亞        | 司鐸級樞機 | 舊聖西斯汀堂區司鐸                      | 1480年5月15日                                             | 思道四世 | 前熱那亞總督、 熱那亞總教區總主教                                                                                          |
| 若望·孔蒂               | 羅馬          | 司鐸級樞機 | 聖維大理堂區司鐸                        | 1483年11月15日                                            | 思道四世 | |
| 若望·雅各伯·斯拉芬那蒂  | 米蘭          | 司鐸級樞機 | 聖則濟利亞堂區司鐸                      | 1483年11月15日                                            | 思道四世 | 帕爾馬教區主教 |
| 老楞佐·西博·迪·馬里     | 熱那亞        | 司鐸級樞機 | 聖馬爾谷堂區司鐸                        | 1489年3月9日                                              | 諾森八世 | 諾森八世的姪子樞機、 貝內文托總教區總主教                                                                                  |
| 拉迪奇諾·德拉·波塔      | 諾瓦拉        | 司鐸級樞機 | 聖若望及保祿堂區司鐸                    | 1489年3月9日                                              | 諾森八世 | 阿萊里亞教區主教 |
| 安多尼·帕拉維奇尼       | 熱那亞        | 司鐸級樞機 | 聖巴西德堂區司鐸                        | 1489年3月9日                                              | 諾森八世 | 奧倫塞教區主教 |
| 瑪竇·吉拉底             | 威尼斯        | 司鐸級樞機 | 聖聶勒和聖亞基略堂區司鐸                | 1489年3月9日（默存心中）                                  | 諾森八世 | 諾森八世直至離世亦沒有公布這個任命、威尼斯宗主教、本篤會會士、卡瑪爾迪斯修會會士                                           |
| 方濟各·皮科洛米尼       | 錫耶納        | 執事級樞機 | 聖歐大邱執事區執事                      | 1460年3月5日                                              | 庇護二世 | 未來的教宗庇護三世、首席助祭、 錫耶納總教區總主教、 庇護二世的姪子樞機                                                     |
| 拉斐爾·韋亞列奧         | 薩沃納        | 執事級樞機 | 達甦的聖老楞佐執事區執事                | 1477年12月10日（默存心中） 1477年12月12日（正式公布）     | 思道四世 | 總務樞機、 思道四世的姪子樞機                                                                                              |
| 若翰·薩維利             | 羅馬          | 執事級樞機 | 聖尼各老瑪美多監獄執事區 執事           | 1480年5月15日                                             | 思道四世 | 前博洛尼亞總督 |
| 若望·科隆納             | 羅馬          | 執事級樞機 | 阿郊洛聖母執事區執事                    | 1480年5月15日                                             | 思道四世 | |
| 若翰·奧爾西尼           | 羅馬          | 執事級樞機 | 新聖母執事區執事                        | 1483年11月15日                                            | 思道四世 | |
| 阿斯卡尼奧·斯福爾扎     | 米蘭          | 執事級樞機 | 殉道者市場聖維圖斯和 莫德斯托執事區執事 | 1484年3月6日（默存心中） 1484年3月17日（正式公佈）        | 思道四世 | 斯福爾扎家族的一份子、 家族裏負責管理米蘭的人                                                                              |
| 若望·德·麥地奇          | 佛羅倫斯      | 執事級樞機 | 上主聖母執事區執事                      | 1489年3月9日                                              | 諾森八世 | 未來的教宗良十世、麥迪奇家族裏負責管理佛羅倫斯的人                                                                         |
| 費德廉·迪·聖賽維里諾    | 拿坡里        | 執事級樞機 | 聖德奧執事區執事                        | 1489年3月9日（默存心中）                                  | 諾森八世 | 諾森八世直至離世 亦沒有公佈這個任命                                                                                        |

### 缺席的樞機選舉人
有4位樞機並沒有到羅馬參與選舉秘密會議。
| 姓名                          | 所屬國家/地區 | 級別       | 領銜職務                   | 冊封樞機日期                                        | 冊封者   | 備註                                                                          |
| ----------------------------- | ------------- | ---------- | -------------------------- | --------------------------------------------------- | -------- | ----------------------------------------------------------------------------- |
| 類斯·若望·德爾·米拉·伊·波吉亞 | 加泰羅尼亞    | 司鐸級樞機 | 四殉道堂區司鐸             | 1456年2月20日（默存心中） 1456年9月17日（正式公布） | 嘉禮三世 | 首席司鐸、萊里達教區主教、 嘉禮三世的姪子樞機                                 |
| 伯多祿·岡薩雷斯·德·門多薩     | 卡斯蒂利亞    | 司鐸級樞機 | 耶路撒冷聖十字堂區司鐸     | 1473年5月7日                                        | 思道四世 | 托萊多總教區總主教、 天主教雙王的代王樞機、冊封樞機後一直沒有離開伊比利亞半島 |
| 安德肋·迪伊皮奈               | 法蘭西王國    | 司鐸級樞機 | 山上聖思維及瑪爾定堂區司鐸 | 1489年3月9日                                        | 諾森八世 | 波爾多總教區和里昂總教區總主教、法國國王查理八世的代王樞機                    |
| 伯多祿·迪·奧比松              | 法蘭西王國    | 執事級樞機 | 聖哈德良堂執事區執事       | 1489年3月9日                                        | 諾森八世 | 醫院騎士團大團長、正在羅得島忙於攻打土耳其人及保護島嶼                        |

## 程序

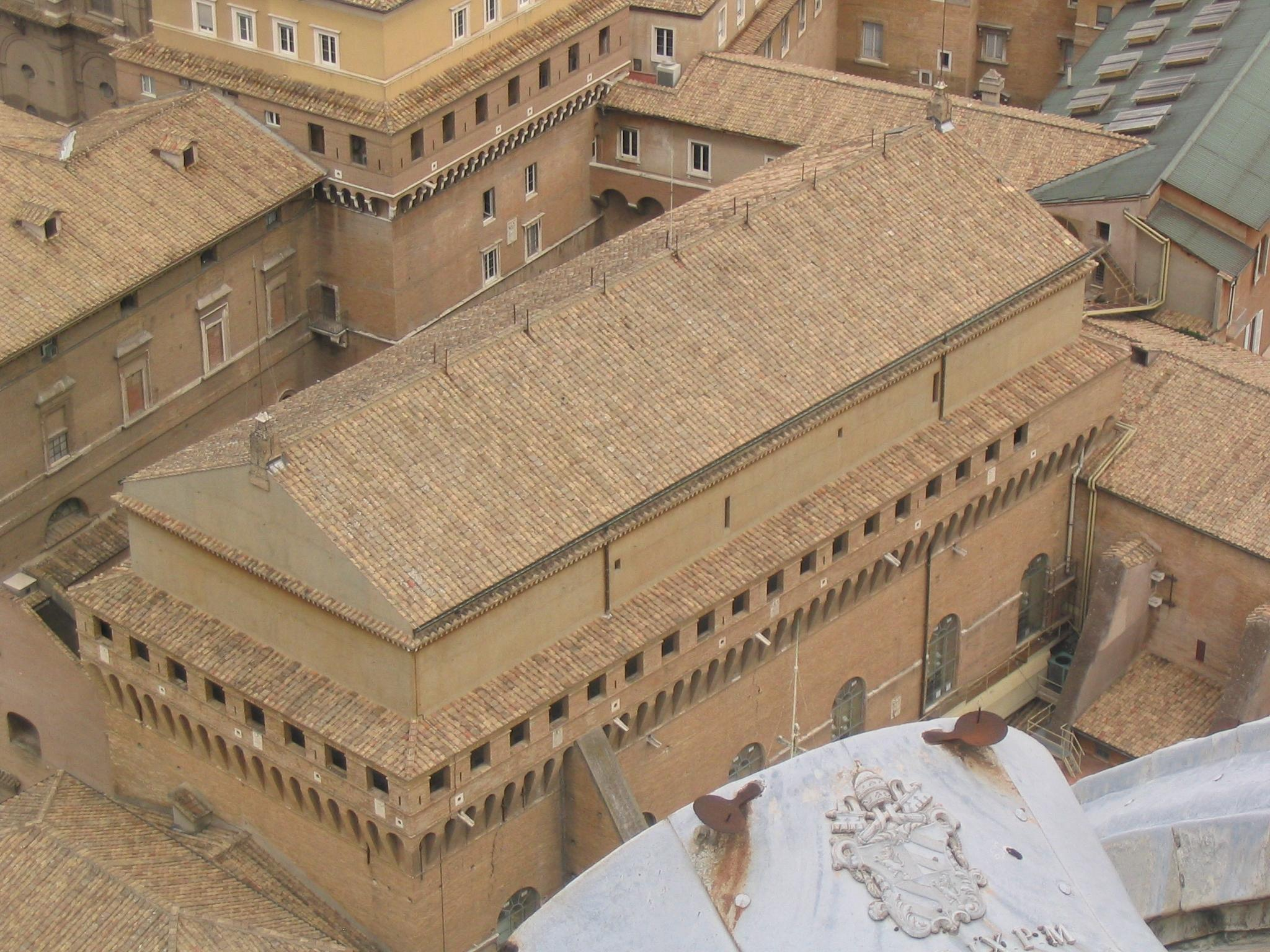
這次選舉秘密會議是首次於西斯汀禮拜堂舉行的選舉。

根據《危險之處》和《非羅馬人》（Ne Romani）兩份法令的規定，這次選舉秘密會議需要在諾森八世離世後10天的8月4日開始。然而年老的吉拉底樞機需要更多時間才能夠到達選舉舉行地。各樞機亦獲告知他將會攜帶一封由十人團發出的信件，他們在信中表示希望樞機團能夠在他到場後才開始選出新教宗。選舉有可能因此而延遲舉行。
曾於1484年選舉秘密會議裡主持禮節事務的德國籍教宗禮儀總禮節司若望·布查德亦有負責這次選舉的禮儀工作，因此他的日記詳細記載了兩次選舉的情況。他在日記裡記下每位樞機在選舉舉行期間獲得的物資：
| “ | 一張桌子、一張椅子、一張凳子。一個馬桶。兩個尿兜、兩塊進食使用的小餐巾。12塊在餐桌上使用的細餐巾和4塊手巾。兩塊用作抹杯的小抹布。地毯。一個裝有樞機的衣服，包括他的襯衫、一些短白衣、一些抹臉布和一條手帕的大型箱子或盒子。4盒作為糧食的糖果。裝在一個容器的含糖松子。杏仁膏。甘蔗。餅乾。一塊糖塊。一個天平。一個鎚子。鑰匙。一個痰盂。一個針盒。一個裝有袖珍摺刀、筆、鑷子、蘆葦筆和筆架的筆盒。一刀紙。紅色的蠟。一個水壺。鹽罐。刀。匙。叉子等等。 | ” |

這次選舉秘密會議於1492年8月6日舉行之前有一場由儒利安·德拉·羅韋雷支持的聖神彌撒（樞機團團長勞得力·迪·波吉亞傳統上會主持這場彌撒但他並沒有主持）。身為西班牙人兼天主教雙王大使的伯爾納鐸·洛佩斯·德·卡瓦哈爾則在選舉開始之前以「困擾教會的邪惡之事」為題發表演講。樞機團為免防止罪行繼續發生而委任同為西班牙人的塔拉戈納總教區總主教貢薩洛·費爾南德斯·德·埃雷迪亞負責梵蒂岡的保安事務。宗座出缺時兩個重要的部門首長與波吉亞樞機均為西班牙人，而波吉亞有可能以樞機團團長的職權任命這兩個人出任這些職位。這樣他可以在選舉秘密會議裡鞏固自己的地位，從而當選教宗。
8月6日的其他時間用作草擬和簽署選舉秘密會議降約。雖然降約的全文現時已經無從稽考，但是現有的資料已證實降約裡有列明新教宗冊封新樞機人數的限制。

## 投票結果
| 所屬國家或城市                | 樞機選舉人數目 |
| ----------------------------- | -------------- |
| 羅馬、薩沃納                  | 各4人          |
| 熱那亞、米蘭、 拿坡里、威尼斯 | 各3人          |
| 佛羅倫斯、葡萄牙、西班牙      | 各1人          |

8月8日，樞機團召開首輪投票（「審查」）。卡拉法據說在這輪投票裡獲得9張支持票，波吉亞、哥斯達和米希爾各自得到7票。儒利安·德拉·羅韋雷亦得到5票，而斯福爾扎則出乎意料地未獲任何樞機支持。當樞機團舉行下輪投票時，卡拉法仍然獲得9票。原先有7票的波吉亞則有8票，而米希爾和羅韋雷則維持原來的票數。
當時一名身為選舉秘密會議守衛的佛羅倫斯大使表示樞機團截至8月10日共進行了3輪未能選出新教宗的投票，而卡拉法和哥斯達均有可能該3輪投票裡取得較多支持票。這3輪投票亦顯示波吉亞未必會被選為教宗。編年史者兼儒略二世的秘書西吉斯蒙德·德孔蒂（Sigismondo de' Conti）指樞機團於8月11日清晨舉行第4輪投票。儘管波吉亞連同因改變選票而支持他的樞機都只得到15票，但是樞機團仍然一致推舉他成為教宗。其他資料則指波吉亞除了將自己的一票給予卡拉法外，他得到所有樞機的支持票。
根據《天主教百科全書》，如果若翰·奧爾西尼投票支持波吉亞出任教宗，他就會以全票當選。

## 有關買賣聖職的指控

由平圖里基奧繪畫的亞歷山大六世畫像

駐米蘭的威尼斯大使跟身處費拉拉的同事說：「教宗一職已經透過提供1000名流氓及妓女和買賣聖職而出售。這是一種可恥和可惡的買賣行為」。他同時估計西班牙和法國在新教宗當選後不再服從教宗。選舉秘密會議完結後，在羅馬裏經常聽到的一句雋語就是：「亞歷山大出賣了教宗職位、祭台和基督——他有權為了自己而將他們買回」。
阿斯卡尼奧·斯福爾扎據說在樞機團8月10日進行第3輪投票後相信自己當選教宗的抱負已經無法實現，於是他開始考慮是否接受波吉亞的建議。如果他接受波吉亞的建議而波吉亞當選教宗的話，斯福爾扎將會出任羅馬天主教會副秘書長。他同時會獲得波吉亞家族官邸、一座位於內皮的城堡、雷勞教區主教一職（每年薪酬1萬達克特）及其他聖職俸祿。當波吉亞和斯福爾扎達成上述協議後，波吉亞隨即派遣4隻攜帶着大量銀子的騾子（有些資料認為騾子攜帶的是黃金）前往斯福爾扎的官邸。斯福爾扎亦被指有收取這些銀子（或黃金）。其他樞機因為買賣聖職而會在波吉亞成為教宗後得到其他報酬，若翰·奧爾西尼獲得蒙蒂塞利和索里亞諾兩個有設防的城市、駐安科納大使的職務和出任卡塔赫納教區主教（年收入5000達克特）一職；若望·科隆納則出任蘇比亞科修道院院長和獲得圍繞修道院的村莊（年收入3000達克特）；若望·巴蒂斯塔·薩維利獲得名為奇維塔卡斯泰拉納的市鎮和馬略卡教區主教一職；安多尼·帕拉維奇尼出任潘普洛納教區主教；若望·彌額爾則獲得波多羅馬城郊教區主教一職。拉斐爾·韋亞列奧獲得在西班牙工作的聖職（年薪4000達克特）和獲得一幢原本位於納沃納廣場並由斯福爾扎擁有的屋子，這幢屋子將會交還給韋亞列奧伯爵的孩子。費德廉·迪·聖賽維里諾所得的補償包括波吉亞位於米蘭的屋子。若望·雅各伯·斯拉芬那蒂和道明·德拉·羅韋雷兩位樞機則得到擔任修道院院長的機會，他們亦可能出任有薪聖職。拉迪奇諾·德拉·波塔和若望·孔蒂則追隨他們最初支持出任教宗的斯福爾扎。
波吉亞連同自己的一票和上述各樞機的支持票一共得到14票，然而他還需要多一票才達到三分之二的絕對大多數門檻。不過，奧利維耶羅·卡拉法、喬治·達·科斯塔、安多尼·帕拉維奇尼、老楞佐·西博·迪·馬里、若望·巴蒂斯塔·申諾和若望·德·麥地奇均拒絕接受波吉亞的賄賂。儒利安·德拉·羅韋雷和葉理諾·巴索·德拉·羅韋雷均拒絕接受波吉亞成為教宗。因此，86歲的威尼斯宗主教瑪竇·吉拉底收取了5000達克特而投下決定性的一票。
皮哥第教授曾對選舉秘密會議進行廣泛研究並得出這次選舉有出現買賣聖職行為的結論。他在研究裡指出宗座財務院1492年8月發布的財務紀錄《進入和離開》並無列出有關教宗的收入和支出帳目，而財務院向保祿·迪·坎普法哥索、道明·德拉·羅韋雷、聖賽維里諾和奧爾西尼發放的貸款則在財務紀錄裡列明。存放波吉亞大部分財富的薩納諾基銀行被指因為進行交易的速度過快而幾乎在選舉秘密會議完結後倒閉。
有些資料指出法國的查理八世和熱那亞總督分別向儒利安·德拉·羅韋雷提供20萬和10萬達克特，從而協助他當選教宗。不過有些願意接受賄賂的樞機並不喜歡法國世俗人士干預選舉。
其他歷史學家認為波吉亞並非全然因為他進行聖職買賣而當選教宗，他們認為政治是促成他成為教宗的更重要因素。儒利安·德拉·羅韋雷和阿斯卡尼奧·斯福爾扎在諾森八世離世前已經在甘多尔福堡討論有關即將發生的選舉秘密會議的事宜，而他們在拿坡里和米蘭之間的古代鬥爭解決方案議題上爭論不休。兩個陣營之間所遇到的棘手問題令波吉亞有更大機會獲選教宗。

## 後續
儒利安·德拉·羅韋雷1503年當選成為儒略二世後，他發出一份有關禁止買賣聖職的教宗詔書。詔書裡列明任何透過買賣聖職而令一個人當選教宗的選舉會被視作無效，而接受某人利益並在選舉裡轉為支持該人的樞機會被解除聖職和被逐出教會。雖然亞歷山大六世離世後和儒略二世接任教宗前有一位僅出任教宗26天後逝世的庇護三世，但是羅馬教廷內部仍然存有亞歷山大六世任內作出不誠實行為的說法。亞歷山大六世在位期間仍為樞機的儒略二世曾經受到政界批評，而他位於奧斯提亞的堅固城堡外牆亦經常受到軍事攻擊。

## 電視劇
Showtime電視網2011年播出的《波吉亞家族》裏將這次選舉秘密會議的情節改編成首集的一些內容，該電視劇裡亞歷山大六世和儒利安·德拉·羅韋雷一角分別由謝洛美·艾朗斯和科魯姆·費奧瑞飾演。同年由湯姆·豐塔納編寫的《波吉亞》裡數集亦有提及這次選舉的情節，德揚·丘基奇和約翰·多曼在這套電視劇裡分別扮演羅韋雷和亞歷山大六世。

### 引用
1. 1 2 3 4 5 6 7 8 9 10 11 12 13  Burke-Young, Francis A. . 1998  [2018-01-12]. （原始内容存档于2018-01-12） （英语）.
2. 1 2 3 4 5 6  Adams, John Paul. . California State University, Northridge. 2013-11-15  [2018-01-11]. （原始内容存档于2018-01-11） （英语）.
3. ↑  Pastor, 1902, p. 416.
4. ↑  Signorotto, Gianvittorio; Visceglia, Maria Antonietta. . Cambridge University Press. 2002-03-21: 17  [2018-01-12]. ISBN 0-521-64146-2. （原始内容存档于2018-10-08） （英语）.
5. 1 2  Miranda, Salvador. . Florida International University.   [2018-01-13]. （原始内容存档于2018-01-13） （英语）.
6. ↑  . The Vatican.   [2018-08-02]. （原始内容存档于2018-08-02） （英语）.
7. 1 2 3 4 5 6 7 8  Miranda, Salvador. . Florida International University.   [2018-01-13]. （原始内容存档于2018-01-13） （英语）.
8. 1 2  Miranda, Salvador. . Florida International University.   [2018-01-13]. （原始内容存档于2018-01-13） （英语）.
9. 1 2  Miranda, Salvador. . Florida International University.   [2018-01-13]. （原始内容存档于2018-01-13） （英语）.
10. 1 2 3 4 5  Miranda, Salvador. . Florida International University.   [2018-01-13]. （原始内容存档于2018-01-13） （英语）.
11. 1 2 3  Miranda, Salvador. . Florida International University.   [2018-01-21]. （原始内容存档于2018-01-21） （英语）.
12. 1 2 3 4 5 6 7 8  Miranda, Salvador. . Florida International University.   [2018-01-14]. （原始内容存档于2018-01-13） （英语）.
13. 1 2 3  Miranda, Salvador. . Florida International University.   [2018-01-21]. （原始内容存档于2018-01-21） （英语）.
14. 1 2 3 4 5 6  Miranda, Salvador. . Florida International University.   [2018-01-21]. （原始内容存档于2018-01-21） （英语）.
15. 1 2 3 4 5 6  Miranda, Salvador. . Florida International University.   [2018-01-21]. （原始内容存档于2018-01-21） （英语）.
16. 1 2 3 4 5 6 7 8 9 10 11 12 13 14 15 16 17 18 19 20  Miranda, Salvador. . Florida International University.   [2018-01-21]. （原始内容存档于2018-01-21） （英语）.
17. 1 2 3  Miranda, Salvador. . Florida International University.   [2018-01-21]. （原始内容存档于2018-01-21） （英语）.
18. 1 2 3 4  Miranda, Salvador. . Florida International University.   [2018-01-21]. （原始内容存档于2018-01-21） （英语）.
19. 1 2 3  Miranda, Salvador. . Florida International University.   [2018-01-21]. （原始内容存档于2018-01-21） （英语）.
20. ↑  Chamberlin, 2003, p. 169.
21. 1 2  Bellonci, 2003, p. 7.
22. ↑  Bellonci, 2003, p. 6.
23. ↑  Pastor, 1902, p. 381.
24. ↑  Setton, 1984, pp. 432-433.
25. 1 2 3  Bellonci, 2003, p. 8.
26. ↑  Setton, 1984, p. 433.
27. ↑  Kirsch, J.P. . The Catholic Encyclopedia. New York: Robert Appleton Company. 1911  [2018-02-23]. （原始内容存档于2018-02-23） （英语）.
28. ↑  Setton, 1984, pp. 433 & 435.
29. ↑  Chamberlin, 2003, p. 170.
30. ↑  Pastor, 1902, p. 382.
31. 1 2 3 4 5 6 7  Setton, 1984, p. 434.
32. 1 2 3  Setton, 1984, p. 435.
33. ↑  Chamberlin, 2003, pp. 170-171.
34. ↑  Pastor, 1902, pp. 382-383.
35. 1 2 3  Pastor, 1902, p. 383.
36. 1 2 3 4 5  Pastor, 1902, p. 384.
37. ↑  Chamberlin, 2003, p. 171
38. ↑  Pastor, 1902, p. 385.
39. ↑  Setton, 1984, pp. 433-434.
40. ↑  Chamberlin, 2003, pp. 169-170.
41. ↑  Shaw, Christine. . Blackwell Publishing. 1993: 84. ISBN 0-631-20282-X （英语）.
42. ↑  Ady, Cecilia M. . English Historical Review. 1928, 43: 627 （英语）.
43. ↑  Sladen, Douglas. . J. B. Lippincott Company. 1907: 50  [2018-01-12] （英语）.
44. ↑  . Rotten Tomatoes.   [2018-05-19]. （原始内容存档于2018-05-19） （英语）.
45. ↑  . Rotten Tomatoes.   [2018-01-10]. （原始内容存档于2018-01-10） （英语）.
46. ↑  . IMDb.   [2018-01-10]. （原始内容存档于2018-01-10） （英语）.